# Théminettes
Théminettes è un comune francese di 179 abitanti situato nel dipartimento del Lot, nella regione dell'Occitania.

## Società

### Evoluzione demografica
Abitanti censiti